# Lista siturilor arheologice din județul Giurgiu - D
Lista siturilor arheologice din județul Giurgiu - D conține toate siturile arheologice din județul Giurgiu înscrise în Repertoriul Arheologic Național (RAN) și aflate în localități al căror nume începe cu litera D. RAN este administrat de Ministerul Culturii și Patrimoniului Național și cuprinde date științifice, cartografice, topografice, imagini și planuri, precum și orice alte informații privitoare la zonele cu potențial arheologic, studiate sau nu, încă existente sau dispărute.
Puteți căuta un sit din localitățile care încep cu litera D folosind formularul de mai jos sau puteți naviga prin toate siturile din județ la Lista siturilor arheologice din județul Giurgiu.
| Cod RAN                                    | Denumire | Localitate                                   | Adresă               | Datare                                       | Descoperit | Coordonate                                    | Imagine           | Erori            |
| ------------------------------------------ | --- | -------------------------------------------- | -------------------- | -------------------------------------------- | ---------- | --------------------------------------------- | ----------------- | ---------------- |
| 102455.01.01 (Cod LMI: GR-I-m-B-14776.02)  | Situl arheologic de la Daia - "Valea Fântânilor" / ansamblu anonim (Categorie: locuire civilă) (Tip: Așezare)                                    | sat Daia, comuna Daia                        | Valea Fântânilor     |                                              |            | 44°00′00″N 25°58′00″E / 44°N 25.96667°E       | Încărcați imagine | Raportați eroare |
| 102455.01.02 (Cod LMI: GR-I-m-B-14776.01)  | Situl arheologic de la Daia - "Valea Fântânilor" / ansamblu anonim (Categorie: locuire civilă) (Tip: Așezare)                                    | sat Daia, comuna Daia                        | Valea Fântânilor     | geto-dacică sec. III - II a. Chr.            |            | 44°00′00″N 25°58′00″E / 44°N 25.96667°E       | Încărcați imagine | Raportați eroare |
| 102455.02.01 (Cod LMI: GR-I-s-B-14777)     | Situl arheologic de la Daia - "Valea Făgădău" / ansamblu anonim (Categorie: locuire civilă) (Tip: Așezare)                                       | sat Daia, comuna Daia                        | Valea Făgădău        | Tei - IV                                     |            | 43°58′00″N 25°58′00″E / 43.96667°N 25.96667°E | Încărcați imagine | Raportați eroare |
| 102455.02.02 (Cod LMI: GR-I-s-B-14777)     | Situl arheologic de la Daia - "Valea Făgădău" / ansamblu anonim (Categorie: locuire civilă) (Tip: Așezare)                                       | sat Daia, comuna Daia                        | Valea Făgădău        | geto-dacică sec. III - II a. Chr.            |            | 43°58′00″N 25°58′00″E / 43.96667°N 25.96667°E | Încărcați imagine | Raportați eroare |
| 102455.02.03 (Cod LMI: GR-I-s-B-14777)     | Situl arheologic de la Daia - "Valea Făgădău" / ansamblu anonim (Categorie: locuire civilă) (Tip: Așezare)                                       | sat Daia, comuna Daia                        | Valea Făgădău        | Sântana de Mureș - Cerneahov sec. IV p. Chr. |            | 43°58′00″N 25°58′00″E / 43.96667°N 25.96667°E | Încărcați imagine | Raportați eroare |
| 102455.02.04 (Cod LMI: GR-I-s-B-14777)     | Situl arheologic de la Daia - "Valea Făgădău" / ansamblu anonim (Categorie: locuire civilă) (Tip: Așezare)                                       | sat Daia, comuna Daia                        | Valea Făgădău        | Dridu sec. VIII - IX p. Chr.                 |            | 43°58′00″N 25°58′00″E / 43.96667°N 25.96667°E | Încărcați imagine | Raportați eroare |
| 100807.01.01 (Cod LMI: GR-I-m-B-14778.03)  | Situl arheologic de la Dărăști-Vlașca / ansamblu anonim (Categorie: locuire civilă) (Tip: Așezare)                                               | sat Dărăști-Vlașca, comuna Adunații-Copăceni |                      | Boian                                        |            | 44°17′00″N 26°03′00″E / 44.28333°N 26.05°E    | Încărcați imagine | Raportați eroare |
| 100807.01.02 (Cod LMI: GR-I-m-B-14778.02)  | Situl arheologic de la Dărăști-Vlașca / ansamblu anonim (Categorie: locuire civilă) (Tip: Așezare)                                               | sat Dărăști-Vlașca, comuna Adunații-Copăceni |                      | geto-dacică sec. III - II a. Chr.            |            | 44°17′00″N 26°03′00″E / 44.28333°N 26.05°E    | Încărcați imagine | Raportați eroare |
| 100807.01.03 (Cod LMI: GR-I-m-B-14778.01)  | Situl arheologic de la Dărăști-Vlașca / ansamblu anonim (Categorie: locuire civilă) (Tip: Așezare)                                               | sat Dărăști-Vlașca, comuna Adunații-Copăceni |                      |                                              |            | 44°17′00″N 26°03′00″E / 44.28333°N 26.05°E    | Încărcați imagine | Raportați eroare |
| 105892.01.01 (Cod LMI: GR-I-m-B-14779.01)  | Situl arheologic de la Dobreni - "C.A.P." / ansamblu anonim (Categorie: locuire civilă) (Tip: Așezare)                                           | sat Dobreni, comuna Vărăști                  | C.A.P.               | Gumelnița                                    |            | 44°20′00″N 26°14′00″E / 44.33333°N 26.23333°E | Încărcați imagine | Raportați eroare |
| 105892.01.02 (Cod LMI: GR-I-m-B-14779.02)  | Situl arheologic de la Dobreni - "C.A.P." / ansamblu anonim (Categorie: locuire civilă) (Tip: Așezare)                                           | sat Dobreni, comuna Vărăști                  | C.A.P.               | Tei - III                                    |            | 44°20′00″N 26°14′00″E / 44.33333°N 26.23333°E | Încărcați imagine | Raportați eroare |
| 105892.02.01 (Cod LMI: GR-I-s-B-14780)     | Așezarea Gumelnița de la Dobreni / ansamblu anonim (Categorie: locuire civilă) (Tip: Așezare)                                                    | sat Dobreni, comuna Vărăști                  |                      | Gumelnița                                    |            | 45°52′30″N 25°38′30″E / 45.875°N 25.64167°E   | Încărcați imagine | Raportați eroare |
| 103327.01.01 (Cod LMI: GR-I-m-B-14781.03)  | Situl arheologic de la Drăghiceanu - "La Fundu Drăghiceanu" / ansamblu anonim (Categorie: locuire civilă) (Tip: Așezare)                         | sat Drăghiceanu, comuna Gogoșari             | La Fundu Drăghiceanu | aurignacian                                  |            | 43°52′30″N 25°38′30″E / 43.875°N 25.64167°E   | Încărcați imagine | Raportați eroare |
| 103327.01.02 (Cod LMI: GR-I-m-B-14781.02)  | Situl arheologic de la Drăghiceanu - "La Fundu Drăghiceanu" / ansamblu anonim (Categorie: locuire civilă) (Tip: Așezare)                         | sat Drăghiceanu, comuna Gogoșari             | La Fundu Drăghiceanu |                                              |            | 43°52′30″N 25°38′30″E / 43.875°N 25.64167°E   | Încărcați imagine | Raportați eroare |
| 103327.01.03 (Cod LMI: GR-I-m-B-14781.01)  | Situl arheologic de la Drăghiceanu - "La Fundu Drăghiceanu" / ansamblu anonim (Categorie: locuire civilă) (Tip: Așezare)                         | sat Drăghiceanu, comuna Gogoșari             | La Fundu Drăghiceanu |                                              |            | 43°52′30″N 25°38′30″E / 43.875°N 25.64167°E   | Încărcați imagine | Raportați eroare |
| 105892.03.02 (Cod LMI: GR-II-m-A-14982.02) | Curțile lui Constantin Șerban "Cârnul" de la Dobreni / ansamblu Biserica "Adormirea Maicii Domnului" (Categorie: locuire civilă) (Tip: biserică) | sat Dobreni, comuna Vărăști                  |                      | 1646                                         |            |                                               | Încărcați imagine | Raportați eroare |
| 105892.03.01 (Cod LMI: GR-II-m-A-14982.01) | Curțile lui Constantin Șerban "Cârnul" de la Dobreni / ansamblu Curțile lui Constantin Șerban "Cârnul" (Categorie: locuire civilă) (Tip: Casă)   | sat Dobreni, comuna Vărăști                  |                      | cca.. 1640                                   |            |                                               | Încărcați imagine | Raportați eroare |
| 104145.03.01                               | Biserica Sf. Nicolae de la Mihăilești / ansamblu anonim (Categorie: construcție de cult) (Tip: biserică)                                         | sat Drăgănescu, oraș Mihăilești              |                      | 104154                                       |            |                                               | Încărcați imagine | Raportați eroare |
| 104145.03.02                               | Biserica Sf. Nicolae de la Mihăilești / ansamblu anonim (Categorie: construcție de cult) (Tip: necropola)                                        | sat Drăgănescu, oraș Mihăilești              |                      |                                              |            |                                               | Încărcați imagine | Raportați eroare |